# Maxis
Maxis es un estudio de desarrollo de videojuegos subsidiario de Electronic Arts, antes llamado EA Play, cuya oficina de Emeryville, en California.

## Historia

### Los primeros años
Maxis Software fue fundada en 1987 por Will Wright y Jeff Braun como una empresa independiente de videojuegos. 
Uno de sus primeros juegos publicados fue SimCity, un gran éxito que no se esperaban pues hasta los amigos de Wright se tomaban a broma el proyecto.
Tras el éxito de SimCity, Maxis lanzó en 1991 el simulador planetario Sim Earth y uno de hormigas llamado Sim Ant. 
En 1993 y tras una gran presión de los seguidores de SimCity, Will Wright terminó el desarrollo de SimCity 2000; ahora desde una vista isométrica y con nuevas opciones. Fue el juego más vendido de aquel año. En el mismo año lanzan también SimFarm, un simulador de granjas.
En 1995 Maxis entró en bolsa de valores debido a los grandes éxitos y a su nueva directiva presidida por un exejecutivo de Disney, Sam Poole.
Los ingresos de las ventas de SimCity 2000 iniciaron su descenso mientras, dentro del estudio, existía una gran preocupación por el futuro ante la falta de liquidez para hacer desarrollos de una gran envergadura.
En 1996, en un intento por mejorar la situación económica, lanzan 6 nuevos juegos: SimCopter, Sim Tunes, Sim Park y un juego de Pinball. El resultado fue malo, el único juego que tuvo unas ventas aceptables fue el simulador de helicópteros, SimCopter, ya que contaba con el respaldo de los jugadores de SimCity 2000 al permitir la posibilidad de explorar la ciudad pilotando un helicóptero.

### Electronic Arts adquiere Maxis
La situación económica en el primer trimestre de 1997 era crítica, por lo que era imprescindible tomar decisiones importantes y eficaces. La directiva presidida por Sam Poole creyó que la mejor forma de evitar la quiebra era comenzar el desarrollo de un SimCity 3000 en 3D. Will Wright declaró tiempo después que habría sido un fracaso, pues aunque el 3D estaba ya de moda, la tecnología no era lo suficientemente avanzada para soportar el nivel de detalle de SimCity. Pero las decisiones de la directiva primaban sobre las del equipo de desarrollo, que continuó trabajando un año con el proyecto para presentarlo en el E3 de 1997 con un sonoro y recordado fracaso.
Para evitar el fracaso Maxis llamó a la puerta de Electronic Arts. EA ya tenía a Maxis en la lista de futuras adquisiciones, pero el propio estudio de Will Wright se negó en innumerables ocasiones a ser adquirida por una empresa que estaba interesada en aumentar su cuota de mercado. Pero en esta ocasión era necesaria el dinero de EA para salir adelante y poder sacar la franquica SimCity (muy valorada por EA en aquel entonces) adelante, a pesar de que Maxis quería ser la nueva EA y no ceder ante ella. 
Finalmente Electronic Arts adquirió las acciones de Maxis por un valor de 125 millones de dólares. Un joven ejecutivo de EA, Luc Barthelet, fue el responsable de llevar la adquisición para posteriormente ocupar la Dirección General del estudio. Barthelet se trasladó a la sede de Walnut Creek en el verano de 1997, para tomar las decisiones más oportunas para reorganizar el estudio, para ello contaba con el talento de Will Wright pero no con el SimCity en 3D. A pesar de sus esfuerzos fue incapaz de bloquear el lanzamiento de Streets Of SimCity, otro gran fracaso de la antigua directiva de Maxis. Para Barthelet "El principal problema de Maxis era que no estaba centrada en desarrollar juegos y tampoco contaba la infraestructura adecuada para hacerlos". Barthelet despidió al equipo directivo y de marketing e implantó una nueva filosofía en la empresa y a sus desilusionados empleados: Ser un estudio de desarrollo para PC que tiene que crear juegos que estén entre los 10 mejores del momento.
Desde esa base cancela SimCity 3000 y el motivo fue el de siempre: No estaba preparado para funcionar en 3D manteniendo una buena calidad gráfica y rendimiento.
En 1999 finalmente lanzaron SimCity 3000, con misma perspectiva y aspecto gráfico que SimCity 2000, aunque con edificios con mucha más resolución y detalle.

### Los Sims y SimCity
Gracias al inicio del siglo XXI, la tecnología había avanzado y había superado las expectativas del "Nuevo Milenio", Electronic Arts no se quedó con los brazos cruzados, desde la capacidad de los juegos 3D. A finales del año 1999, Maxis había anunciado el juego: Los Sims. Este simulador de la vida fue lanzado en el mes de febrero de 2000. Al principio tuvo unas ventas aceptables pero gracias a las expansiones lograron que fuera el juego de PC más vendido de la historia, algo que ni el propio Will Wright se esperaba.
Durante 2001, 2002 y 2003 lanzaron 7 expansiones de Los Sims, SimCity 4 y anunciaron Los Sims 2. 
Los Sims 2 es lanzado en el mes de septiembre del 2004 batiendo récords de ventas. En 2005 lanzan dos expansiones: Universitarios y Noctámbulos y anuncian el desarrollo de Spore, el nuevo proyecto de Will Wright.

### Desvinculación de Los Sims, y etapa Spore
A principios de 2004 Maxis abandonaba su sede (Walnut Creek) y la mayoría de los 300 empleados son reubicados en la sede central de Electronic Arts en Redwood City. Un portavoz de EA declaró que el motivo de este cambio se debía a que Maxis se estaba quedando sin espacio en el edificio California Plaza en Walnut Creek. Por aquel entonces continuaba como director general Luc Barthelet que abandonó semanas más tarde Maxis para realizar otros proyectos con Electronic Arts. El ingeniero confirmó en una televisión francesa que estaba trabajando en la quinta entrega de la franquicia SimCity. Neil Young le sustituyó durante unos meses hasta que Maxis se ubicó oficialmente en su nueva sede en Emeryville
Will Wright y su equipo de desarrollo continuaron trabajando un año más en Walnut Creek, hasta su traslado definitivo a Emeryville donde un centenar de empleados trabajan en estos momentos en el desarrollo de Spore, que será lanzado con el recuperado logo de Maxis. 
A partir de entonces, los juegos de la franquicia Sims y SimCity se desarrollan en The Sims Studio, en EA Redwood Shores, el cual fue liderado en un principio por Nancy Smith (desde la división) y Rod Humble (desde el estudio). En 2008, Humble ocupó puesto de Smith, con la consecuente destitución de ésta. Humble fue sustituido por Sam Player en el estudio. En 2009, tras el fiasco de SimCity Societies y el lanzamiento inminente de Los Sims 3, se sustituye a Player por Scott Evans. A finales de 2010, Humble abandona EA y es sustituido por Lucy Bradshaw en agosto de 2011 (se desconoce quién lideró la división EA Play entre finales de 2010 y agosto de 2011).

### Abandono de Will Wright, el fallido DarkSpore y el resurgir de SimCity
Maxis continúa existiendo en su sede de Emeryville y no se prevé que sufra ningún tipo de reestructuración por parte de EA debido a la situación económica. El equipo ha desarrollado en 2011 un juego de rol, spin-off de Spore, llamado Darkspore. Will Wright ha abandonado el estudio y se encuentra realizando varios proyectos en su Stupid Fun Club. Lucy Bradshaw, por su parte, es la directora general del estudio desde el mes de junio de 2008, y directora general de la división EA Play desde agosto de 2011. Para acallar rumores, el equipo comenzó hace poco a tomar presencia en las redes sociales, con un Facebook oficial de SimCity: "Hey, this is the development team at Maxis. With all of the recent SimCity news coverage around GOP candidates and SimCity 4, we wanted to invite everyone to join us on facebook to share your best stories of setting taxes in SimCity and how well this simplified tax program worked for you...". El 6 de marzo de 2012, Maxis anunció finalmente que se encuentran desarrollando un nuevo SimCity para PC, casi diez años después del último SimCity de Maxis. Esta nueva entrega contará con unos gráficos nunca antes vistos en la simulación de ciudades, gracias al nuevo motor gráfico GlassBox. El videojuego se lanzó en 2013 y recibió críticas variables por su requerimiento permanente a la conexión a internet.
Por otra parte, Electronic Arts ha empezado a utilizar la marca Maxis para su división de juegos familiares, antes llamada EA Play. Lo cierto es que no tiene nada que ver con el estudio, pues ellos no son desarrolladores de todos los juegos a los que los vinculan (como Harry Potter o Monopoly), aunque sí es cierto que comparten directora general, Lucy Bradshaw. Pero simplemente es una marca. El actual nombre del verdadero estudio Maxis pasa a ser Maxis Emeryville.

### Cierre del estudio de Emeryville
El 4 de marzo de 2015, Guaillaume Pierre confirma por Twitter que el estudio Maxis Emeryville fue cerrado.

## Lista de videojuegos desarrollados por Maxis

### Antes de la adquisición por parte de Electronic Arts
- 1989 - SimCity (PC, Mac)
- 1990 - Sim Earth (PC)
- 1991 - SimAnt (PC)
- 1991 - SimCity (Super Nintendo)
- 1992 - Sim Life (PC)
- 1993 - Sim Farm (PC)
- 1993 - SimCity 2000 (PC, PlayStation, Nintendo 64)
- 1993 - Sim Refinery (PC)
- 1993 - SimCity (Super Nintendo)
- 1994 - Sim Health (PC)
- 1995 - SimCity 2000 (Super Nintendo)
- 1995 - Sim Isle (PC)
- 1995 - Sim Tower (PC)
- 1995 - Sim Town (PC)
- 1996 - SimCity Jr. (Super Nintendo)
- 1996 - Sim Tunes (PC)
- 1996 - Sim Copter (PC)
- 1996 - Sim Park (PC)
- 1996 - Full Tilt Pinball! (PC)
- 1996 - Sim Golf (PC)

### Tras ser adquirida por Electronic Arts en 1997
- 1997 - Streets of SimCity (PC)
- 1998 - Sim Safari (PC)
- 1999 - Sim Coaster (PC)
- 1999 - SimCity 3000 (PC)
- 2000 - Los Sims (PC)
- 2000 - Los Sims Más vivos que nunca (Expansión PC)
- 2001 - Los Sims: House Party (Expansión, PC)
- 2001 - Los Sims Primera Cita (Expansión, PC)
- 2002 - Los Sims De Vacaciones (Expansión, PC)
- 2002 - Los Sims Animales a Raudales (Expansión, PC)
- 2002 - Sid Meier's Sim Golf (PC)
- 2002 - The Sims Online (PC)
- 2003 - Los Sims (PlayStation 2, Xbox, GameCube)
- 2003 - SimCity 4 (PC, Mac)
- 2003 - Los Sims: Superstar (Expansión, PC)
- 2003 - SimCity 4 Hora Punta (Expansión, PC y Mac)
- 2003 - Los Sims Magia Potagia (Expansión, PC)
- 2003 - Los Sims: Toman la Calle (PlayStation 2, Xbox, GameCube, GameBoy Advance, N-Gage)
- 2004 - Los Sims 2 (PC)
- 2004 - Los Urbz (PlayStation 2, Xbox, GameCube, GameBoy Advance, Nintendo DS)
- 2005 - Los Sims 2 (PlayStation 2, Xbox, GameCube, GameBoy Advance, Nintendo DS, PSP, Móviles)
- 2005 - Los Sims 2 Universitarios (Expansión, PC & Mac)
- 2005 - Los Sims 2 Edición navideña (Expansión, PC & Mac)
- 2005 - Los Sims 2 Noctámbulos (Expansión, PC & Mac)
- 2006 - Los Sims 2 Abren Negocios (Expansión, PC & Mac)
- 2006 - Los Sims 2 Todo glamour (Expansión, PC & Mac)
- 2006 - Los Sims 2 Navidad (Expansión, PC & Mac)
- 2006 - Los Sims 2 Decora tu familia (Pack de accesorios, PC & Mac)
- 2006 - Los Sims 2: Mascotas (Expansión, PC & Mac)
- 2007 - Los Sims 2 ¡De fiesta! (Expansión, PC & Mac)
- 2007 - Los Sims 2 H&M moda (Expansión, PC & Mac)
- 2007 - Los Sims 2 Jóvenes urbanos (Expansión, PC & Mac)
- 2007 - Los Sims 2 Y las cuatro estaciones (Expansión, PC & Mac)
- 2007 - Los Sims 2 Bon voyage (Expansión, PC & Mac)
- 2007 - Los Sims Historias de la vida (PC & Mac)
- 2007 - Los Sims Historias de mascotas (PC & Mac)
- 2007 - Los Sims Historias de náufragos (PC & Mac)
- 2007 - MySims (DS, Wii & PC)
- 2007 - SimCity Societies (Solamente fase inicial del videojuego, por aquel entonces llamado SimCity 5)
- 2008 - Spore (PC, Mac)
- 2008 - MySims Kingdom (DS & Wii)
- 2008 - Los Sims 2 Y sus hobies (Expansión, PC & Mac)
- 2008 - Los Sims 2 Comparten piso (Expansión, PC & Mac)
- 2008 - Los Sims 2 Cocina y baño diseño de interiores (Expansión, PC & Mac)
- 2008 - Los Sims 2 IKEA (Expansión, PC & Mac)
- 2008 - Los Sims 2 Mansiones y jardines (Expansión, PC & Mac)
- 2009 - Los Sims 3 (PC, Mac) (Solamente fase inicial del videojuego y posteriormente tareas de asesoría)
- 2009 - Los Sims 3 Trotamundos (PC, Mac)
- 2009 - MySims Party (DS & Wii)
- 2009 - MySims Racing (DS & Wii)
- 2009 - MySims Agents (DS, Wii & PC)
- 2009 - Spore: Factoría de Criaturas (Pack de partes, PC)
- 2009 - Spore: Mech Parts (Pack de partes, PC)
- 2009 - Spore: Aventuras Galácticas (Expansión, PC)
- 2009 - Spore: Héroes (Wii)
- 2009 - Spore: La batalla de los héroes (DS)
- 2009 - Spore Islands (Facebook)
- 2010 - MySims SkyHeroes (360, PS3, DS & Wii)
- 2010 - Los Sims 3 Triunfadores (PC, Mac)
- 2010 - Los Sims 3 Al caer la noche (PC, Mac)
- 2010 - Los Sims 3 Diseño y tectología (PC, Mac)
- 2010 - Los Sims 3 ¡Quemando rueda! (PC, Mac)
- 2011 - Los Sims 3 ¡Menda familia! (PC, Mac)
- 2011 - Los Sims 3 ¡Vaya fauna! (PC, Mac)
- 2011 - Los Sims 3 Patios y jardines (PC, Mac)
- 2011 - Los Sims 3 Vida en la ciudad (PC, Mac)
- 2011 - Darkspore (PC)
- 2011 - Los Sims Medieval (PC, Mac & IOS)

### Bajo el sello 'EA Maxis' (2012-2022)
- 2012 - Los Sims 3 Salto a la fama (PC, Mac)
- 2012 - Los Sims 3 Criaturas sobrenaturales (PC, Mac)
- 2012 - Los Sims 3 Y las cuatro estaciones (PC, Mac)
- 2012 - Los Sims 3 Suite de ensueño (PC, Mac)
- 2012 - Los Sims 3 Katy Perry - Dulce sensación (PC, Mac)
- 2012 - Los Sims 3 Diesel (PC, Mac)

- 2013 - SimCity (PC & Mac)
- 2013 - SimCity Ciudades del mañana (Expansión, PC & Mac)
- 2013 - Los Sims 3 Los '70 '80 '90 (PC, Mac)
- 2013 - Los Sims 3 De cine (PC, Mac)
- 2013 - Los Sims 3 Movida En La Facultad (Expansión, PC & Mac)
- 2013 - Los Sims 3 Aventura En La Isla (Expansión, PC & Mac)
- 2013 - Los Sims 3 Hacia El Futuro (Expansión, PC & Mac)
- 2014 - SimCity Buildit (Android & IOS)
- 2014 - Los Sims 4 (PC)
- 2015 - Los Sims 4 (Mac)
- 2015 - Los Sims 4 De acampada (Expansión, PC, Mac, X-Box One & Play Station 4)
- 2015 - Los Sims 4 ¡A Trabajar! (Expansión, PC, Mac, X-Box One & Play Station 4)
- 2015 - Los Sims 4 Patio de ensueño (Expansión, PC, Mac, X-Box One & Play Station 4)
- 2015 - Los Sims 4 Día de spa (Expansión, PC, Mac, X-Box One & Play Station 4)
- 2015 - Los Sims 4 Cocina divina (Expansión, PC, Mac, X-Box One & Play Station 4)
- 2015 - Los Sims 4 Escalofriante (Expansión, PC, Mac, X-Box One & Play Station 4)
- 2015 - Los Sims 4 ¿Quedamos? (Expansión, PC, Mac, X-Box One & Play Station 4)
- 2016 - Los Sims 4 Noche de cine (Expansión, PC, Mac, X-Box One & Play Station 4)
- 2016 - Los Sims 4 Jardín romántico (Expansión, PC, Mac, X-Box One & Play Station 4)
- 2016 - Los Sims 4 Escapada gourmet (Expansión, PC, Mac, X-Box One & Play Station 4)
- 2016 - Los Sims 4 Cuarto de niños (Expansión, PC, Mac, X-Box One & Play Station 4)
- 2016 - Los Sims 4 Diversión en el patio (Expansión, PC, Mac, X-Box One & Play Station 4)
- 2016 - Los Sims 4 Urbanitas (Expansión, PC, Mac, X-Box One & Play Station 4)
- 2016 - Los Sims 4 Glamour vintage (Expansión, PC, Mac, X-Box One & Play Station 4)
- 2017 - Los Sims Móvil (Android & IOS)
- 2017 - Los Sims 4 (X-Box One & Play Station 4)
- 2017 - Los Sims 4 Vampiros (Expansión, PC, Mac, X-Box One & Play Station 4)
- 2017 - Los Sims 4 Noche de bolos (Expansión, PC, Mac, X-Box One & Play Station 4)
- 2017 - Los Sims 4 Papás y Mamás (Expansión, PC, Mac, X-Box One & Play Station 4)
- 2017 - Los Sims 4 Fitness (Expansión, PC, Mac, X-Box One & Play Station 4)
- 2017 - Los Sims 4 Infantes (Expansión, PC, Mac, X-Box One & Play Station 4)
- 2017 - Los Sims 4 Perros y gatos (Expansión, PC, Mac, X-Box One & Play Station 4)
- 2018 - Los Sims 4 Día de la colada (Expansión, PC, Mac, X-Box One & Play Station 4)
- 2018 - Los Sims 4 Aventura en la selva (Expansión, PC, Mac, X-Box One & Play Station 4)
- 2018 - Los Sims 4 Mi primera mascota (Expansión, PC, Mac, X-Box One & Play Station 4)
- 2018 - Los Sims 4 Y las cuatro estaciones (Expansión, PC, Mac, X-Box One & Play Station 4)
- 2018 - Los Sims 4 ¡Rumbo a la fama! (Expansión, PC, Mac, X-Box One & Play Station 4)
- 2019 - Los Sims 4 Strangerville (Expansión, PC, Mac, X-Box One & Play Station 4)
- 2019 - Los Sims 4 Vida isleña (Expansión, PC, Mac, X-Box One & Play Station 4)
- 2019 - Los Sims 4 Moschino (Expansión, PC, Mac, X-Box One & Play Station 4)
- 2019 - Los Sims 4 Y el reino de la magia (Expansión, PC, Mac, X-Box One & Play Station 4)
- 2019 - Los Sims 4 Días de universidad (Expansión, PC, Mac, X-Box One & Play Station 4)
- 2020 - Los Sims 4 Minicasas (Expansión, PC, Mac, X-Box One & Play Station 4)
- 2020 - Los Sims 4 Vida ecológica (Expansión, PC, Mac, X-Box One & Play Station 4)
- 2020 - Los Sims 4 Portentos del punto (Expansión, PC, Mac, X-Box One & Play Station 4)
- 2020 - Los Sims 4 Viaje a Batuu (Expansión, PC, Mac, X-Box One & Play Station 4)
- 2020 - Los Sims 4 Escapada en la nieve (Expansión, PC, Mac, X-Box One & Play Station 4)
- 2021 - Los Sims 4 Fenómenos paranormales (Expansión, PC, Mac, X-Box One & Play Station 4)
- 2021 - Los Sims 4 Zafarrancho de limpieza (Expansión, PC, Mac, X-Box One & Play Station 4)
- 2021 - Los Sims 4 Cocina campestre (Expansión, PC, Mac, X-Box One & Play Station 4)
- 2021 - Los Sims 4 Moda retro (Expansión, PC, Mac, X-Box One & Play Station 4)
- 2021 - Los Sims 4 Oasis en el patio (Expansión, PC, Mac, X-Box One & Play Station 4)
- 2021 - Los Sims 4 Interiorismo (Expansión, PC, Mac, X-Box One & Play Station 4)
- 2021 - Los Sims 4 Vida en el pueblo (Expansión, PC, Mac, X-Box One & Play Station 4)
- 2021 - Los Sims 4 Loft industrial (Expansión, PC, Mac, X-Box One & Play Station 4)
- 2021 - Los Sims 4 Fashion street (Expansión, PC, Mac, X-Box One & Play Station 4)
- 2021 - Los Sims 4 Moda de aeropuerto (Expansión, PC, Mac, X-Box One & Play Station 4)
- 2021 - Los Sims 4 Decoración vegetal (Expansión, PC, Mac, X-Box One & Play Station 4)
- 2021 - Los Sims 4 Moda masculina moderna (Expansión, PC, Mac, X-Box One & Play Station 4)
- 2022 - Los Sims 4 Colores de Carnaval (Expansión, PC, Mac, X-Box One & Play Station 4)
- 2022 - Los Sims 4 ¡Sí quiero! (Expansión, PC, Mac, X-Box One & Play Station 4)
- 2022 - Los Sims 4 Decoración Maximalista (Expansión, PC, Mac, X-Box One & Play Station 4)